# François Louis Rousselet de Chateau-Renault
François Louis Rousselet de Chateau-Renault, francoski admiral in maršal, * 22. september 1637, † 15. november 1716.